# Tervola
Tervola [ˈtɛrvɔlɑ] ist eine finnische Gemeinde in Lappland.

## Lage
Zu ihr gehören die Orte Koivu, Lapinniemi, Runkaus und Ylipaakkola.
Im Hauptort von Tervola gibt es drei Kirchen: Die Alte Kirche ist eine 1687 bis 1689 erbaute Holzkirche. Die Kirche von Tervola ist ebenfalls in Holzbauweise errichtet und stammt aus dem Jahr 1864. Der neuste Kirchenbau ist das 1974 fertiggestellte Gemeindezentrum von Tervola.

## Verkehr
Der Ort Koivu liegt an der Bahnstrecke Laurila–Kandalakscha. Reisezüge halten seit 2003 nicht mehr an diesem Bahnhof. Der Personenverkehr wird mit Bussen bewältigt.

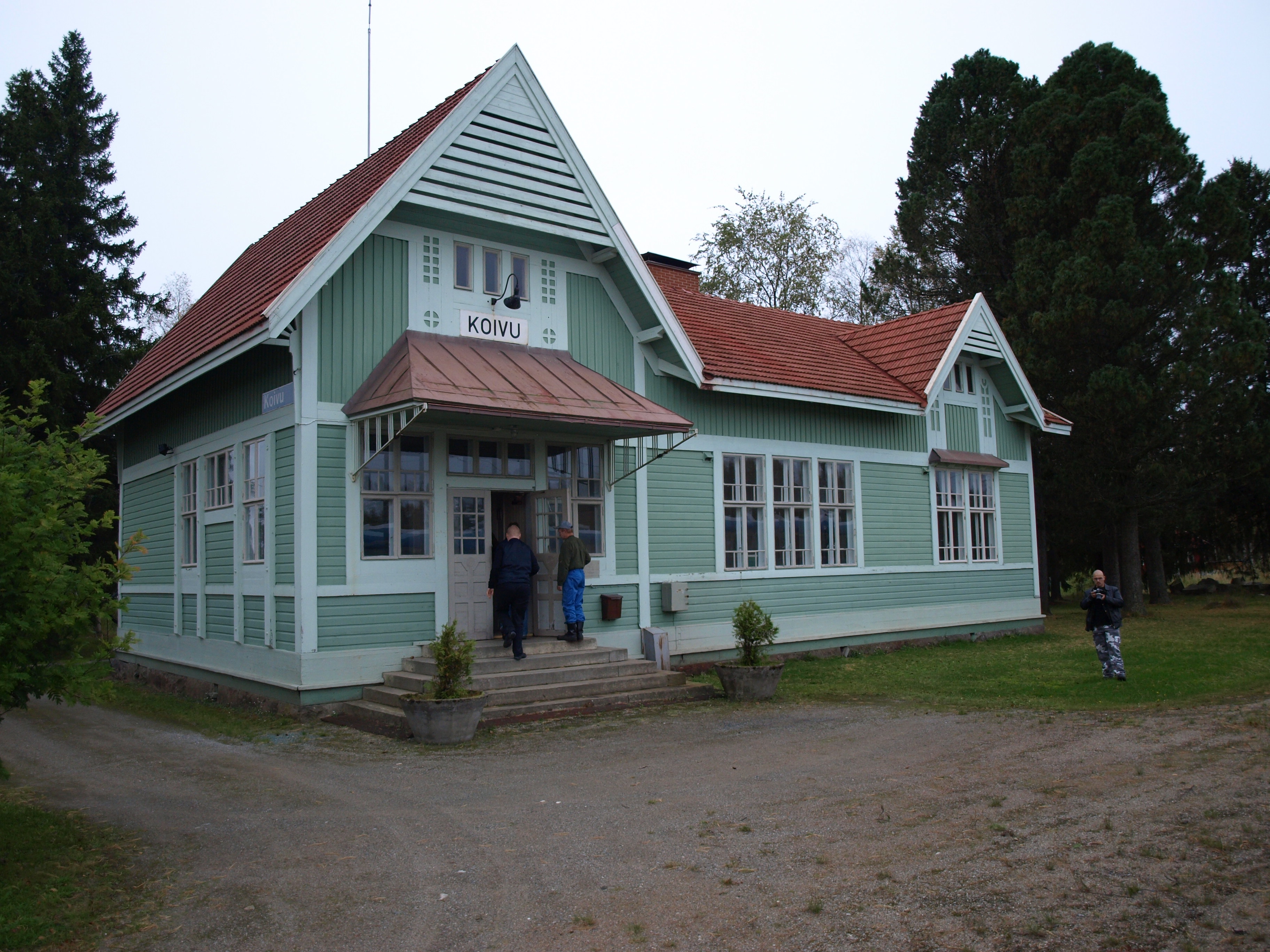
Der Bahnhof von Koivu
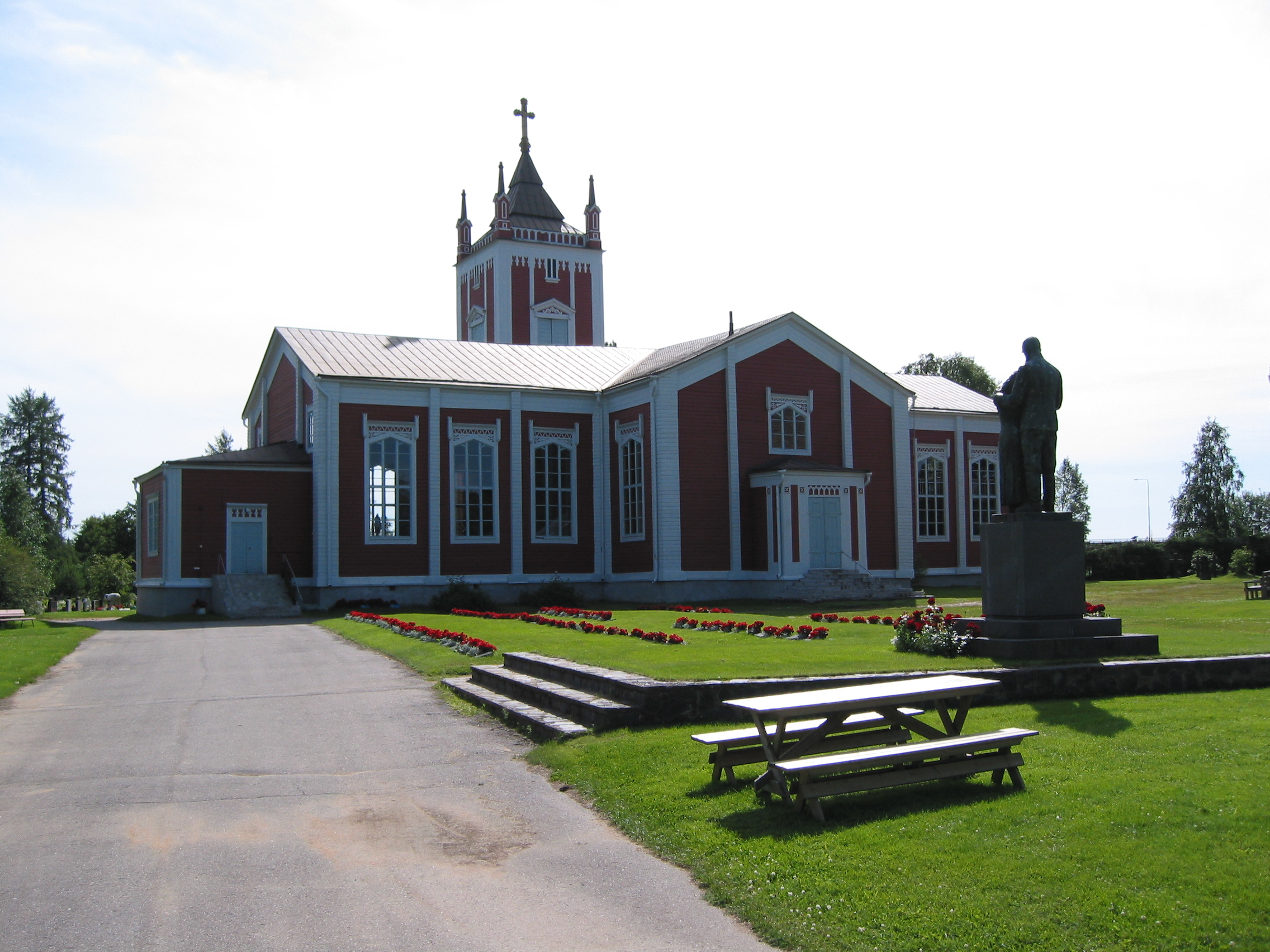
Kirche von Tervola
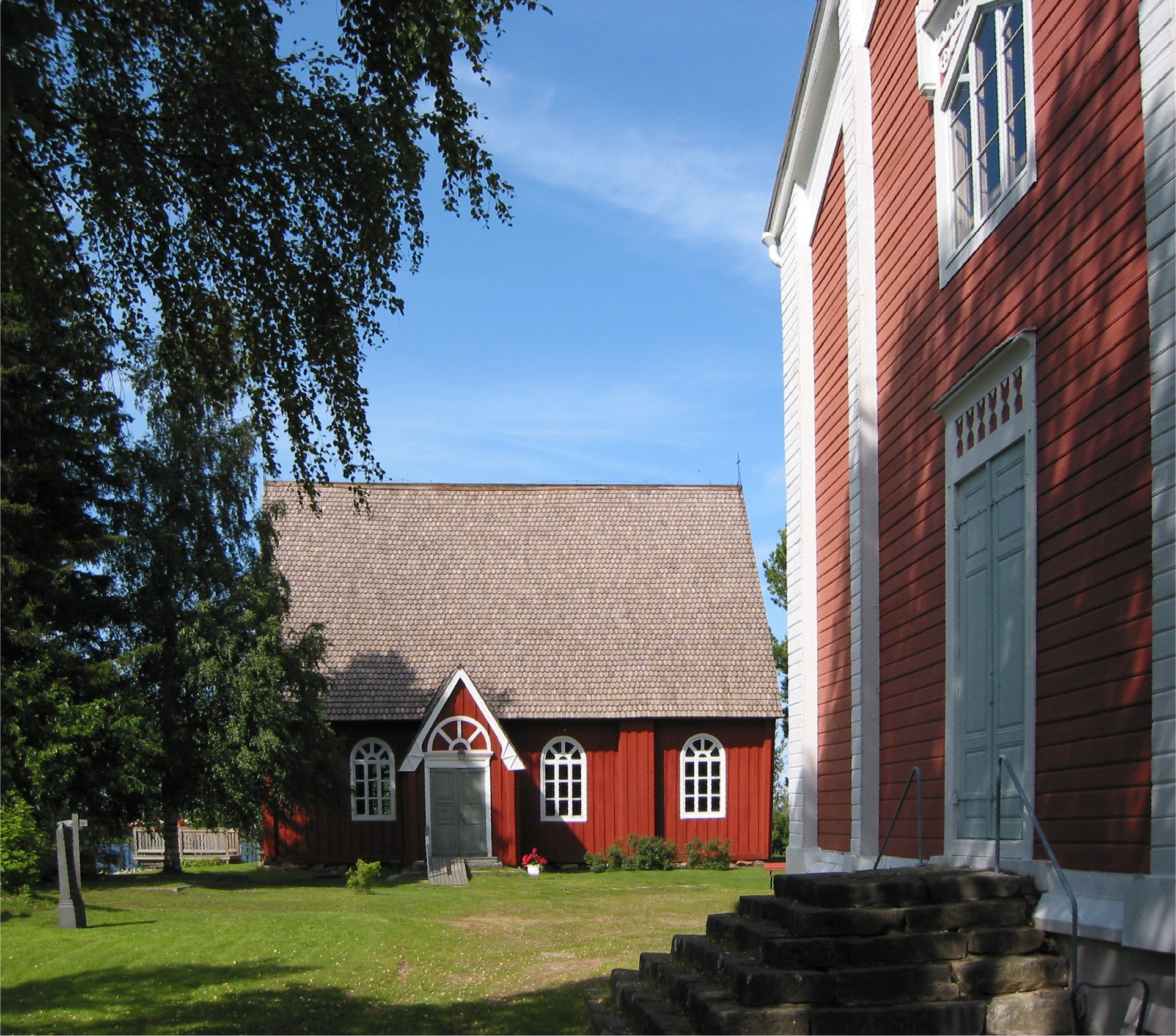
Alte Kirche von Tervola

## Politik
Verwaltung
Die Politik in Tervola wird wie in vielen Orten im finnischen Teil Lapplands von zwei Parteien dominiert. Die stärkste politische Kraft im Gemeinderat, der höchsten Entscheidungsinstanz in kommunalen Angelegenheiten, ist mit zehn von 21 Mandaten die Zentrumspartei, gefolgt von dem in Lappland traditionell starken Linksbündnis mit sieben Sitzen.
Bei der Kommunalwahl 2008 konnte das Linksbündnis in Tervola mit einem Stimmenanteil von 35,5 % sein finnlandweit bestes Ergebnis erzielen. Die beiden anderen Volksparteien Finnlands spielen dagegen in Tervola kaum eine Rolle: die Sozialdemokraten konnten mit einem einstelligen Wahlergebnis nur zwei Mandate erlangen, während die konservative Nationale Sammlungspartei den Einzug in den Gemeinderat verfehlte. Weiterhin ist im Gemeinderat die freie Wählergemeinschaft Tervolan sitoutumattomat mit zwei Sitzen vertreten.
| Partei                   | Wahlergebnis 2008 | Sitze |
| ------------------------ | ----------------- | ----- |
| Zentrumspartei           | 46,4 %            | 10    |
| Linksbündnis             | 35,5 %            | 7     |
| Tervolan sitoutumattomat | 10,8 %            | 2     |
| Sozialdemokraten         | 4,5 %             | 2     |

## Söhne und Töchter
- Päivi Alafrantti (* 1964), Leichtathletin
- Matthias Alexander Castrén (1813–1852), Philologe und Ethnologe